# Olivia Williams
Olivia Haigh Williams (Camden Town, London, Egyesült Királyság, 1968. július 26.) angol színésznő.
Első fontosabb szerepét az Emma (1996) című brit tévéfilmben kapta. Főszerepeket alakított a Dollhouse – A felejtés ára (2009–2010), a Képmás (2017–2019) és A Korona (2022–) című sorozatokban.

## Filmográfia

### Film
| Év   | Magyar cím                 | Eredeti cím                      | Szerep                        | Magyar hang         |
| ---- | -------------------------- | -------------------------------- | ----------------------------- | ------------------- |
| 1997 |                            | Beck                             | Karen Quinn                   |                     |
| 1997 | Gaston háborúja            | Gaston's War                     | Nicky                         |                     |
| 1997 | A jövő hírnöke             | The Postman                      | Abby                          | Kéri Kitty          |
| 1998 | Okostojás                  | Rushmore                         | Rosemary Cross                | Kováts Adél         |
| 1999 | Hatodik érzék              | The Sixth Sense                  | Anna Crowe                    | Majsai-Nyilas Tünde |
| 2000 | Haláli blöff               | Four Dogs Playing Poker          | Audrey                        |                     |
| 2000 | Jóban-rosszban             | Born Romantic                    | Eleanor                       |                     |
| 2000 |                            | Dead Babies                      | Diana                         |                     |
| 2001 | A test                     | The Body                         | Sharon Golban                 | Györgyi Anna        |
| 2001 | Szerencsés McLépés         | Lucky Break                      | Annabel Sweep / Lady Hamilton |                     |
| 2001 | Egy férfi titkos órákra    | The Man from Elysian Fields      | Andrea                        |                     |
| 2002 |                            | The Heart of Me                  | Madeleine                     |                     |
| 2002 | Merülés a félelembe        | Below                            | Claire                        | Román Judit         |
| 2003 | A királyt megölni…         | To Kill a King                   | Anne Fairfax                  | Götz Anna           |
| 2003 | Pán Péter                  | Peter Pan                        | Mrs. Darling                  | Györgyi Anna        |
| 2005 | Vad galamb                 | Valiant                          | Viktória (hangja)             | Orosz Anna          |
| 2005 |                            | Tara Road                        | Ria                           |                     |
| 2005 |                            | Mockingbird (rövidfilm)          | anya                          |                     |
| 2008 | Emlékek hálójában          | Flashbacks of a Fool             | Grace Scott                   |                     |
| 2008 | Szakítások                 | Broken Lines                     | Zoe                           |                     |
| 2009 | Egy lányról                | An Education                     | Miss Stubbs                   | Bertalan Ágnes      |
| 2010 | Szellemíró                 | The Ghost Writer                 | Ruth Lang                     | Fullajtár Andrea    |
| 2010 |                            | Sex & Drugs & Rock & Roll        | Betty Dury                    |                     |
| 2011 |                            | Collaborator                     | Emma Stiles                   |                     |
| 2011 | Hanna – Gyilkos természet  | Hanna                            | Rachel                        | Kisfalvi Krisztina  |
| 2011 |                            | Wild Bill                        | Kelly                         |                     |
| 2012 | Anna Karenina              | Anna Karenina                    | Vronszkaja grófnő             | Kovács Nóra         |
| 2012 | Most jó                    | Now Is Good                      | anya                          | Román Judit         |
| 2012 | A király látogatása        | Hyde Park on Hudson              | Eleanor Roosevelt             | Fehér Anna          |
| 2013 | Mars – Az utolsó napok     | The Last Days on Mars            | Kim Aldrich                   | Bertalan Ágnes      |
| 2013 | Justin, a hős lovag        | Justin and the Knights of Valour | Királynő (hangja)             | Solecki Janka       |
| 2014 | Szabotázs                  | Sabotage                         | Caroline Brentwood            | Bertalan Ágnes      |
| 2014 | Térkép a csillagokhoz      | Maps to the Stars                | Cristina Weiss                | Solecki Janka       |
| 2014 |                            | Altar                            | Meg Hamilton                  |                     |
| 2014 | A hetedik fiú              | Seventh Son                      | Ward mama                     | Bertalan Ágnes      |
| 2015 | Férfi kell!                | Man Up                           | Hilary                        | Létay Dóra          |
| 2015 | Férfi kell!                | Man Up                           | Hilary                        | Törtei Tünde        |
| 2016 | A fehér király             | The White King                   | Sophia (hangja)               |                     |
| 2017 | Viktória királynő és Abdul | Victoria & Abdul                 | Jane Spencer                  |                     |
| 2020 | Az apa                     | The Father                       | a nő                          | Bertalan Ágnes      |
| 2021 |                            | The Impact                       | The President                 |                     |
| 2023 |                            | The Trouble With Jessica         | Beth                          |                     |
| 2024 |                            | Another End                      | Juliette                      |                     |

### Televízió
| Év        | Magyar cím                         | Eredeti cím                               | Szerep                | Megjegyzések                                                                 |
| --------- | ---------------------------------- | ----------------------------------------- | --------------------- | ---------------------------------------------------------------------------- |
| 1992      |                                    | Van der Valk                              | Irene Kortman         | 1 epizód                                                                     |
| 1992      |                                    | The Ruth Rendell Mysteries                | Jennifer Norris       | 1 epizód                                                                     |
| 1996      | Emma                               | Emma                                      | Jane Fairfax          | - tévéfilm - magyar hangja: - Bertalan Ágnes                                 |
| 1998      | Jóbarátok                          | Friends                                   | Felicity              | 2 epizód                                                                     |
| 2000      | Az aranygyapjú legendája           | Jason and the Argonauts                   | Héra                  | - minisorozat (2 epizód) - magyar hangja: - Németh Borbála - Zsigmond Tamara |
| 2001      |                                    | Spaced                                    | fellökött kerékpáros  | 1 epizód                                                                     |
| 2004      | Agatha Christie: Egy élet képekben | Agatha Christie: A Life in Pictures       | Agatha Christie       | tévéfilm                                                                     |
| 2006      | Krakatoa – A tűzhányó napja        | Krakatoa: The Last Days                   | Johanna Beijerinck    | - tévéfilm - magyar hangja: - Zakariás Éva                                   |
| 2007      |                                    | Damage                                    | Michelle Cahill       | tévéfilm                                                                     |
| 2008      | Miss Austen bánata                 | Miss Austen Regrets                       | Jane Austen           | - tévéfilm - magyar hangja: - Bertalan Ágnes - Tóth Ildikó                   |
| 2009–2010 | Dollhouse – A felejtés ára         | Dollhouse                                 | Adelle DeWitt         | főszereplő (27 epizód)                                                       |
| 2010      | Kutyákok                           | Terriers                                  | Miriam Foster         | 1 epizód                                                                     |
| 2011–2012 |                                    | Case Sensitive                            | Charlie Zailer        | 4 epizód                                                                     |
| 2014      |                                    | Salting the Battlefield                   | Belinda Kay           | tévéfilm                                                                     |
| 2014–2015 |                                    | Manhattan                                 | Liza Winter           | főszereplő (23 epizód)                                                       |
| 2017      | A szálloda                         | The Halcyon                               | Lady Hamilton         | - 8 epizód - magyar hangja: - Ráckevei Anna                                  |
| 2017–2019 | Képmás                             | Counterpart                               | Emily Burton Silk     | főszereplő (18 epizód)                                                       |
| 2021–2023 |                                    | The Nevers                                | Lavinia Bidlow        | főszereplő (12 epizód)                                                       |
| 2022      |                                    | Ten Percent                               | Olivia Williams       | 1 epizód                                                                     |
| 2022      |                                    | My Name is Leon                           | Sylvia                | tévéfilm                                                                     |
| 2022–     | A Korona                           | The Crown                                 | Camilla Parker Bowles | - főszereplő (5–6. évad) - magyar hangja: - Bánfalvi Eszter                  |
| 2023–     | A Gyűrűk Ura: A hatalom gyűrűi     | The Lord of the Rings: The Rings of Power | Winterbloom (hangja)  | 1 epizód                                                                     |
| 2024–     | Dűne: Prófécia                     | Dune: Prophecy                            | Tula Harkonnen        | 6 epizód                                                                     |
| 2025–     | Az Idő Kereke                      | The Wheel of Time                         | Morgase Trakand       | magyar hangja Bertalan Ágnes                                                 |

## Díjak és jelölések
- Empire Awards – legjobb színésznő, jelölés (2002, Szerencsés Mclépés)
- British Independent Film Awards – legjobb színésznő (2003, The Heart of Me)[5]